# Liste de journaux aux Pays-Bas

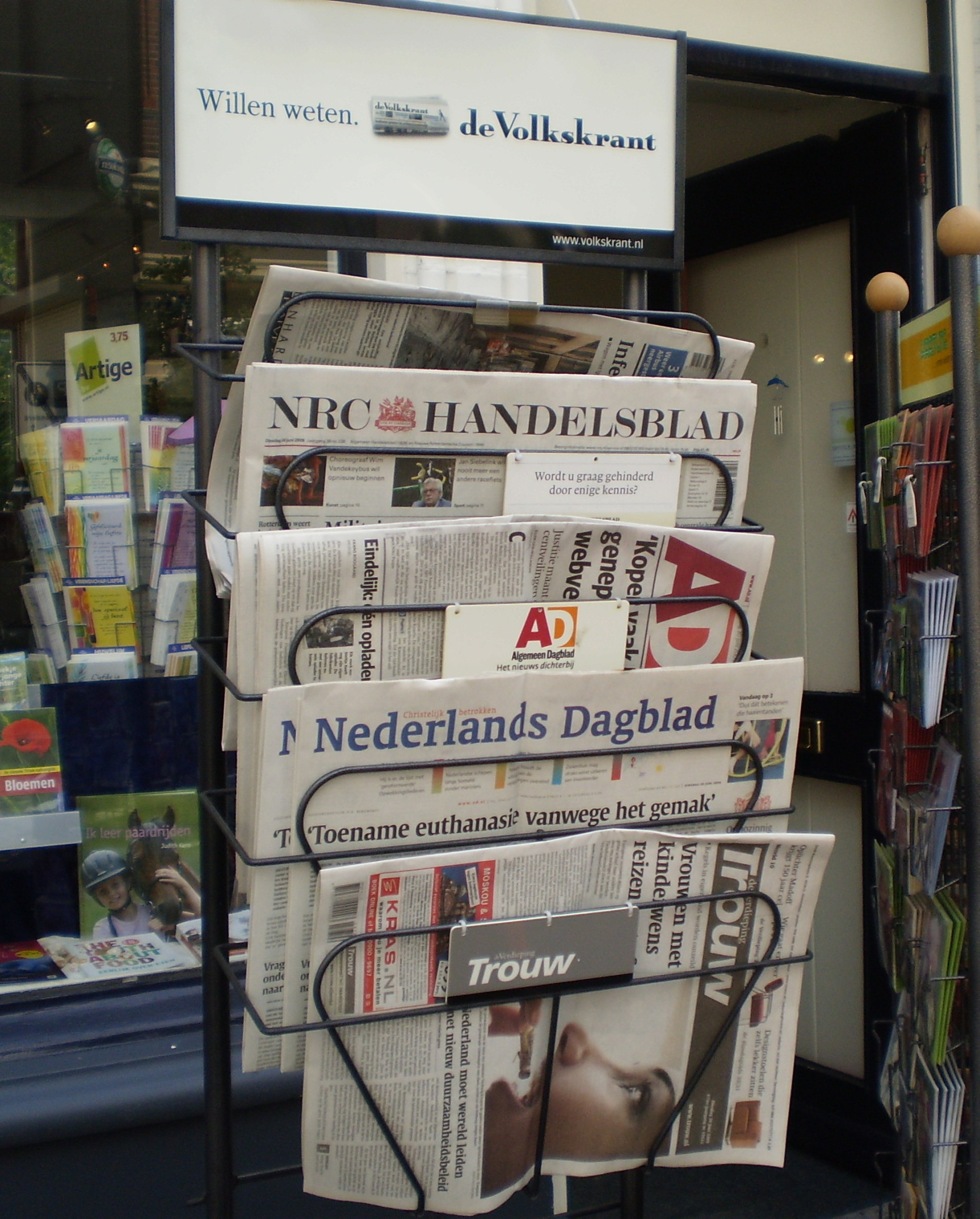
Des journaux néerlandais vendus devant une librairie à Nimègue en 2009.

Cet article présente une liste non exhaustive de journaux aux Pays-Bas.

## Journaux nationaux

### Quotidiens
Le nombre de quotidiens nationaux aux Pays-Bas était de 108 en 1950, 38 en 1965, 10 dans les années 2010 et 9 depuis mars 2020.
| Titre                   | Création | Siège      | Tirage (2016) | Format    | Propriétaire          |
| ----------------------- | -------- | ---------- | ------------- | --------- | --------------------- |
| De Telegraaf            | 1893     | Amsterdam  | 462 000       | Tabloïde  | Mediahuis             |
| Algemeen Dagblad        | 1946     | Rotterdam  | 385 000       | Tabloïde  | DPG Media             |
| De Volkskrant           | 1919     | Amsterdam  | 260 000       | Tabloïde  | DPG Media             |
| NRC Handelsblad         | 1970     | Amsterdam  | 151 000       | Tabloïde  | Mediahuis             |
| Trouw                   | 1943     | Amsterdam  | 107 000       | Tabloïde  | DPG Media             |
| Het Financieele Dagblad | 1943     | Amsterdam  | 50 000        | Berlinois | FD Mediagroep         |
| Reformatorisch Dagblad  | 1971     | Apeldoorn  | 45 000        | Tabloïde  | Erdee Media Groep     |
| NRC Next (en)           | 2006     | Amsterdam  | 32 000        | Tabloïde  | Mediahuis             |
| Nederlands Dagblad      | 1967     | Amersfoort | 23 000        | Tabloïde  | Nederlands Dagblad BV |

## Journaux régionaux et locaux

### Quotidiens régionaux
| Titre                                     | Siège       | Tirage (2016) | Zone d'influence                                                                | Propriétaire |
| ----------------------------------------- | ----------- | ------------- | ------------------------------------------------------------------------------- | ------------ |
| De Limburger                              | Sittard     | 132 939       | Limbourg                                                                        | Mediahuis    |
| De Gelderlander (en)                      | Nimègue     | 119 906       | Gueldre                                                                         | DPG Media    |
| Noordhollands Dagblad (en)                | Alkmaar     | 102 715       | Hollande-Septentrionale                                                         | Mediahuis    |
| De Stentor (en)                           | Apeldoorn   | 101 725       | Salland, Flevoland, Gueldre-Nord                                                | DPG Media    |
| Dagblad van het Noorden (en)              | Groningue   | 101 715       | Groningue, Drenthe                                                              | Mediahuis    |
| Brabants Dagblad                          | Bois-le-Duc | 101 541       | Brabant-Septentrional-Centre, Brabant-Septentrional-Nord-Est, Gueldre-Sud-Ouest | DPG Media    |
| Twentsche Courant Tubantia (en)           | Enschede    | 91 313        | Twente                                                                          | DPG Media    |
| Eindhovens Dagblad (en)                   | Eindhoven   | 89 498        | Brabant-Septentrional-Sud-Est                                                   | DPG Media    |
| BN/De Stem (en)                           | Bréda       | 87 293        | Brabant-Septentrional-Ouest                                                     | DPG Media    |
| Leeuwarder Courant                        | Leeuwarden  | 67 517        | Frise                                                                           | Mediahuis    |
| Het Parool                                | Amsterdam   | 57 196        | Amsterdam (région urbaine)                                                      | DPG Media    |
| Provinciale Zeeuwse Courant (en)          | Flessingue  | 45 255        | Zélande                                                                         | DPG Media    |
| Leidsch Dagblad                           | Leyde       | 32 278        | Hollande-Méridionale-Nord, Hollande-Septentrionale-Sud                          |              |
| Haarlems Dagblad et IJmuider Courant (en) | Haarlem     | 28 183        | Kennemerland                                                                    |              |
| De Gooi- en Eemlander (en)                | Hilversum   | 18 923        | Le Gooi, Eemland                                                                |              |
| Friesch Dagblad (en)                      | Leeuwarden  | 12 567        | Frise                                                                           |              |

### Journaux locaux
- Amersfoortse Courant (nl) (Amersfoort)
- Baarnsche Courant (nl) (Baarn)
- Barneveldse Krant (nl) (Barneveld)
- De Haagsche Courant (nl) (La Haye) (fait partie de l'Algemeen Dagblad depuis 2005)
- Haarlems Dagblad (Haarlem)
- Harlinger Courant (nl) (Harlingen)
- Rotterdams Dagblad (Rotterdam) (fait partie de l'Algemeen Dagblad depuis 2005)

## Anciens journaux

### Quotidiens disparus
- Het Volk
- Het Vrije Volk
- Metro - version papier disparue en 2020, uniquement en ligne depuis le 20 mars 2020.
- Agrarisch Dagblad (nl)
- De Goudsche Courant (nl) - journal local de Gouda remplacé par Groene Hart qui fait partie de l'Algemeen Dagblad depuis 2005.
- Staatscourant (nl)

#### Quotidiens francophones
- Gazette d'Amsterdam
- Gazette de La Haye
- Gazette de Leyde
- Gazette de Rotterdam
- Gazette d'Utrecht